# Loncoche
Loncoche es una comuna de la Provincia de Cautín, en la Región de Araucanía, a 80 km al sur de la comuna de Temuco, en la zona sur de Chile.

## Historia
La historia de Loncoche se remonta a finales del siglo XIX, un período marcado por el nacimiento y rápido desarrollo de la Población Carrera el 22 de septiembre de 1900 en las vastas pampas de Loncoche y Lefcahuello. Durante esta era de crecimiento, la localidad se vio impulsada por crecientes necesidades en áreas clave como la salud, vivienda, alimentación y comunicación.
Este auge culminó en un evento significativo el 22 de mayo de 1911, cuando el presidente Ramón Barros Luco y el ministro de Obras Públicas Rafael Orrego González firmaron el Decreto 1.127. Este decreto fue un hito en la historia de Loncoche, ya que dio lugar a la creación oficial de las nuevas comunas de Gorbea y Loncoche.
Un edificio del municipio fue construido en 1933, pero sufrió un incendio el 24 de diciembre de 1958.
En 1937 es creado el departamento de Villarrica, siendo la cabeza la localidad de Loncoche.
En 1947, se destacó la necesidad de nuevas rutas camineras en la región de Loncoche. Numerosos colonos estaban aislados por la falta de vías de acceso a la ciudad. La construcción del ferrocarril a Villarrica, con su cabecera en la estación Loncoche, había impulsado el desarrollo de poblaciones cercanas, pero la falta de caminos adecuados dificultaban el transporte de productos, forzando a los agricultores a tomar rutas más largas. Algunas soluciones temporales se implementaron, como la apertura de caminos en Ancahual y Huiscapi. En Loncoche, los caminos existentes estaban en mal estado y solo eran utilizables en verano, lo que dificultaban el transporte agrícola.
Desde 1955 se realiza la Exposición Loncoche o expo Loncoche que se realizan con éxito hasta la fecha siendo la más importante exposición del sur de Chile, siendo una expo ganadera, agrícola, forestal, tecnológica, industrial, artesanal, cultural y gourmet.  

## Medio ambiente

### Geomorfología y componentes abióticos

Trazado simplificado de los ecosistemas y cuerpos de agua presentes en la comuna de Loncoche.

La comuna de Loncoche se encuentra emplazada en las unidades geomorfológicas de Llano central con morrenas y conos, Llanos de sedimentación fluvial o aluvional, Cordillera de la costa y Precordillera morrénica; y presenta según la clasificación climática de Köppen clima mediterráneo de lluvia invernal (Csb) y clima templado lluvioso con leve sequedad estival (Cfb (s)). Esta además se halla entre las cuencas hidrográficas de Costeras entre límite de la región y el río Valdivia, río Toltén y río Valdivia. Además, la comuna posee diversos cuerpos de agua, entre los que se destacan el río Cruces, río Donguil, río Huiscapi y río Las Cruces.

### Componentes bióticos
Dentro del territorio de la comuna se pueden hallar los siguientes ecosistemas:
- Bosque caducifolio templado donde predominan Nothofagus obliqua y Laurelia sempervirens (En peligro)
- Bosque laurifolio templado interior donde predominan Nothofagus dombeyi y Eucryphia cordifolia (Preocupación menor)

### Medidas de protección ambiental y conflictos socioambientales
Hasta 2022, la comuna de Loncoche cuenta con un área territorial destinada a la protección ambiental:
- Mahuidanche - Lastarria (Sitios Ley 19.300)[15]

## Demografía

### Centros urbanos en la comuna
- Afquintue
- Casahue
- Huiscapi
- La Paz

## Administración

### Municipalidad
El alcalde de la comuna de Loncoche es Alexis Pineda Ruiz, y seis concejales los cuales dirigen la ciudad.
- Nelson Vásquez Huenuante (Ind. PPD)
- Víctor Véjar Cabrera (RN)
- José Soto Zambrano (RN)
- Adriana Quintana Jofré (PR)
- Nelson Castillo Carrasco (Ind. Evópoli)
- Matías Cuitiño Spuler (PDC)

### Representación parlamentaria
Loncoche Integra el Distrito Electoral n.º 23 y pertenece a la 11.ª Circunscripción Senatorial (Araucanía). Loncoche se encuentra al costado de la ruta 5 Sur.
Diputados
Henry Leal Bizama	(UDI)-	
Miguel Becker Alvear	(RN)-	
Miguel Mellado Suazo	(RN)-	
Mauricio Ojeda Rebolledo	(Ind-PRCh)-	
Stephan Schubert Rubio	(Ind-PRCh)	-
Andrés Jouannet Valderrama	(Amarillos)	-
Ericka Ñanco Vásquez	(RD)-
Senadores
José García Ruminot	RN-
Jaime Quintana Leal	(PPD)-
Felipe Kast Sommerhoff	(EVOPOLI)-
Carmen Gloria Aravena Acuña	(EVOPOLI)-
Francisco Huenchumilla Jaramillo	(DC)

## Economía
En 2018, la cantidad de empresas registradas en Loncoche fue de 241. El Índice de Complejidad Económica (ECI) en el mismo año fue de -0,27, mientras que las actividades económicas con mayor índice de Ventaja Comparativa Revelada (RCA) fueron Aserrado y Acepilladura de Maderas (138,85), Venta al por Mayor de Productos Pecuarios, Lanas, Pieles, Cueros sin Procesar, excepto Alimentos (108,01) y Fabricación de Maquinaria para Elaboración de Alimentos, Bebidas y Tabacos (46,52).

## Personas destacadas
- Quilapán (1848-1878): cacique mapuche.
- Pabla Colpihueque (1889-2009): mujer supracentenaria.
- Jorge Saelzer Balde (1902-1984): médico veterinario, agricultor, dirigente gremial y ministro de agricultura.
- Gloria Benavides Nicolás (1948-): actriz, cantante y comediante.
- Alejandro Márquez (1991-): futbolista, ex seleccionado nacional sub-20.
- Pedro Muñoz Leiva (1987-): activista, dirigente estudiantil, político y Convencional Constituyente.
- Héctor Iván Troncoso Ruíz (1964-): escritor.
- Abraham Abara Kessie (1930-2022):historiador.
- Ernesto Pincheira Brunaud (-): Autor del Himno de Loncoche.
- Filimon González (-): artesano
- Camila Romero: Asesora del hogar y conocida ciudadana de Loncoche. Destacada como tal en el año 2022.
- Yennifer Silva Aguayo: Conocida enfermera, destacada como ciudadana distinguida por su abnegada labor en la salud de la comuna de Loncoche. Premiada en el año 2022.
- Álvaro San Martin Mera (1974-) Escritor local, perteneciente a la Sociedad de Escritores de Chile (SECH).
- Ovidio Melo Sánchez (1943-): Artesano en cuero, Premio Municipal de Cultura, Sello de Excelencia Artesanía UNESCO.